# Хардвик (Минесота)
Хардвик (енгл. Hardwick) град је у америчкој савезној држави Минесота.

## Демографија
По попису из 2010. године број становника је 198, што је 24 (-10,8%) становника мање него 2000. године.
| Група             | 2000.       | 2010.       |
| Белци             | 215 (96,8%) | 191 (96,5%) |
| Афроамериканци    | 0 (0,0%)    | 0 (0,0%)    |
| Азијати           | 0 (0,0%)    | 0 (0,0%)    |
| Хиспаноамериканци | 2 (0,9%)    | 3 (1,5%)    |
| Укупно            | 222         | 198         |